# 一会桑政権
一会桑政権（いちかいそうせいけん）は、幕末の政治動向の中心地京都において、徳川慶喜（禁裏御守衛総督・一橋徳川家当主）、松平容保（京都守護職・会津藩主）、松平定敬（京都所司代・桑名藩主）の三者により構成された体制。一会桑体制、一会桑権力ともいう。

## 背景
この体制は尊皇攘夷急進派・長州藩への対抗を通じて形成され、八月十八日の政変以降、尊王攘夷派が退潮し、さらに公武合体論に基づく有力諸侯による参預会議が崩壊（1864年（元治元年））したのち、おおむね慶喜の将軍職就任（1866年（慶応2年）12月）までの京都政局において支配的な位置を占めた。薩長同盟（1866年（慶応2年）1月）はこれへの対抗から形成されたものである。徳川幕府を代理する立場ではあるが、江戸を離れた京都にあって天皇の信任を得る一方、必ずしも江戸の幕閣の意向を代弁するわけではなく、相対的に独自の勢力を形成していたとする見方からこのように呼ばれる。
「一会桑」と三者をまとめる呼び方は同時代にも用いられており、他に「橋会桑」という表記もあった。研究史上、最初に歴史用語として使用したのは、学習院大学教授（幕末史）の井上勲である。
大阪経済大学助教授の家近良樹が、幕末期の政治状況は従来の薩長と幕府との対立というだけでは説明できないとしてこの「一会桑政権」と呼ばれる歴史概念を主張している。従来の薩長中心史観では見過ごされがちだが、この三者が幕末において果たした役割を再評価している。

## 成立まで
幕末期、尊皇攘夷運動が高まりを見せ、天皇・朝廷が急速に政治的権威を高めると、幕府の所在する江戸から離れた京都が政治動向の中心となった。特に幕府大老であった井伊直弼が1860年（万延元年）に暗殺（桜田門外の変）されて以降、薩摩藩・長州藩・土佐藩等雄藩が中央政界への進出をうかがうようになり、それに伴い草莽を含む尊王攘夷派がぞくぞくと京都に集まるようになった。従来の京都所司代の力のみでは過激派浪士を抑えることができなくなった幕府は、1862年（文久2年）閏8月に松平容保を新設の京都守護職に任命する。
容保上洛後の京都では尊攘運動がますます激しく、尊攘急進派浪士による暗殺・脅迫が横行、朝廷においても尊攘急進派公家によって朝議が左右されるようになり、孝明天皇の意向はまったく無視されて勅旨が乱発され、幕府に破約攘夷の実行を要求し、さらに1863年（文久3）8月には天皇による攘夷親征を演出するための大和行幸が企てられた。急進派が政権を掌握した長州藩も、これらと結びつき京都における政治力を強めていた。これに対し、天皇の意を受けた会津藩と薩摩藩が結託し、実力行使により長州藩及び三条実美ら尊攘派公家を京都から追放した（八月十八日の政変）。
政変後の朝廷は関白に就任した二条斉敬と中川宮朝彦親王によって主導されることになる。また、10月から12月にかけて公武合体派の島津久光（薩摩藩主の父）、松平春嶽（前福井藩主）、伊達宗城（前宇和島藩主）、一橋慶喜、山内容堂（前土佐藩主）が上洛、松平容保とともに朝廷参預に任命され、朝廷の下での雄藩の国政参画が実現した。参預会議は長州藩の処分と横浜港の鎖港をテーマとしていた。しかし、これを機に主導権を握ろうとする薩摩藩と幕府・一橋慶喜の思惑の違いが絡んで横浜鎖港をめぐって対立、1864年（元治元年）2月に山内が帰国、3月には残る全員が辞表を提出してあっけなく瓦解した。
3月、一橋慶喜は将軍後見職を辞し、代わって新設された禁裏御守衛総督・摂海防禦指揮に就任した。いったん京都守護職を退いていた松平容保も復帰、容保の実弟で桑名藩主の松平定敬が京都所司代に任ぜられた。ここに「一会桑政権」の基本的な枠組みが成立し、禁門の変を経て提携を深めた3者は、孝明天皇・二条斉敬・中川宮朝彦親王の朝廷と協調して慶喜の将軍職就任に至るまでの京都における政治を主導していくことになる。

## 一会桑政権の性格とその終焉
一会桑政権は江戸の幕閣と一定の距離を有しつつ、京都にあって幕府勢力を代表する役割を果たした。朝廷上層部と癒着する一方、諸藩の国政参加を極力排除して朝廷を独占し、国政の指導的地位を確立することをその基本的な性格としていた。
慶喜は将軍後見職に代わって禁裏御守衛総督に就任することにより朝廷に接近する一方、幕府中央との関係は疎遠となった。幕府中央・朝廷双方に名望を有する会津藩は、朝廷・幕府間のパイプ役を自認し、軍事的な面からも「一会桑」の中核であった。会津藩は一貫して西南雄藩の国政参加の阻止に努めたことにより、雄藩とりわけ薩摩藩との対立を深め、のちの王政復古による明治新政府からの排除や戊辰戦争の遠因となった。
1865年（慶応元）4月には、朝廷において武家に関する評議は全て「一会桑」との打ち合わせの上決定するという原則が形成され、10月には3者の協力で長年の懸案であった安政五カ国条約の勅許を獲得し、幕府老中に同志である小笠原長行・板倉勝静を送り込むことに成功するなど、権力としての絶頂期を迎えた。
一会桑政権は二度の長州征討を主導したが、1866年（慶応2）8月、会津・桑名両藩の意向に関わらず慶喜が第二次征長を中止し、徳川宗家相続を機に諸侯会議を重視する姿勢を打ち出したことにより、その意義を否定される。慶喜の変節に反発した二条が9月に一時参朝を停止し、10月には松平容保が京都守護職の辞職を申請するなど、ここに一会桑政権の実質的な崩壊が明らかとなった。
一会桑政権の終焉は、この体制のもとで抑圧されてきた岩倉具視ら反幕派廷臣や諸藩の活動を活性化させることとなり、明治維新を直前に控えた国内の政治状況に大きな変化をもたらすこととなった。